# Nikolai Iakovlevici Afanasiev
Nikolai Iakovlevici Afanasiev (rusă Николай Яковлевич Афанасьев; n. 31 decembrie 1820/12 ianuarie 1821, Tobolsk, Siberian Governorate-General⁠(d), Imperiul Rus – d. 22 mai/3 iunie 1898, Sankt Petersburg, Imperiul Rus) a fost un compozitor și violonist rus.